# Brachyglottis myrianthos
Brachyglottis myrianthos là một loài thực vật có hoa trong họ Cúc. Loài này được (Cheeseman) D.G.Drury mô tả khoa học đầu tiên năm 1973.